# Qt Development Frameworks
The Qt Company (antigament coneguda com a Digia, Qt, Qt Development Frameworks, Qt Software, Trolltech i Quasar Technologies) és una companyia de programari d'Espoo, Finlàndia, coneguda pel seu joc d'eines i entorn de treball. La seu central de R&D es troba a Oslo, i també té grans grups d'enginyers a Berlín i Oulu. The Qt Company opera a la Xina, Finlàndia, Alemanya, Noruega, Rússia, Corea i els Estats Units.
Trolltech va ser fundada per Eirik Chambe-Eng i Haavard Nord el 4 de març de 1994. Van començar a escriure Qt el 1991, i des de llavors, Qt ha anat expandint-se i millorant. Trolltech va completar una oferta pública inicial a la borsa d'Oslo el juliol de 2006. El 28 de gener de 2008, Nokia va anunciar que farien una oferta pública voluntària per adquirir Trolltech. El cost total per Nokia va ser d'aproximadament 104 milions d'euros. El 5 de juny de 2008 es va aprovar l'oferta de Nokia per comprar totes les accions de Trolltech. El 30 de setembre de 2008, Trolltech va canviar el nom a Qt Software, i Qtopia va reanomenar-se com a Qt Extended. L'11 d'agost de 2009, el nom de la companyia es va canviar a Qt Development Frameworks.
Nokia va vendre el negoci de llicències comercials de Qt a Digia el març de 2011. El setembre de 2012, tota la resta de Qt es va transferir a Digia. El setembre de 2014, Digia Plc. va anunciar que formava la "The Qt Company", una subsidiària en propietat total, per impulsar el desenvolupament i l'expansió al mercat de Qt. El maig de 2016, The Qt Company va anunciar la seva separació de Digia Plc. i va començar a vendre accions a la borsa NASDAQ de Hèlsinki com a QTCOM.